# Kościół San Miniato al Monte
San Miniato al Monte – kościół we Florencji, zbudowany w miejscu wczesnochrześcijańskiej świątyni przez zakon benedyktynów. Budowę rozpoczęto w 1070, a zakończono w 1207.

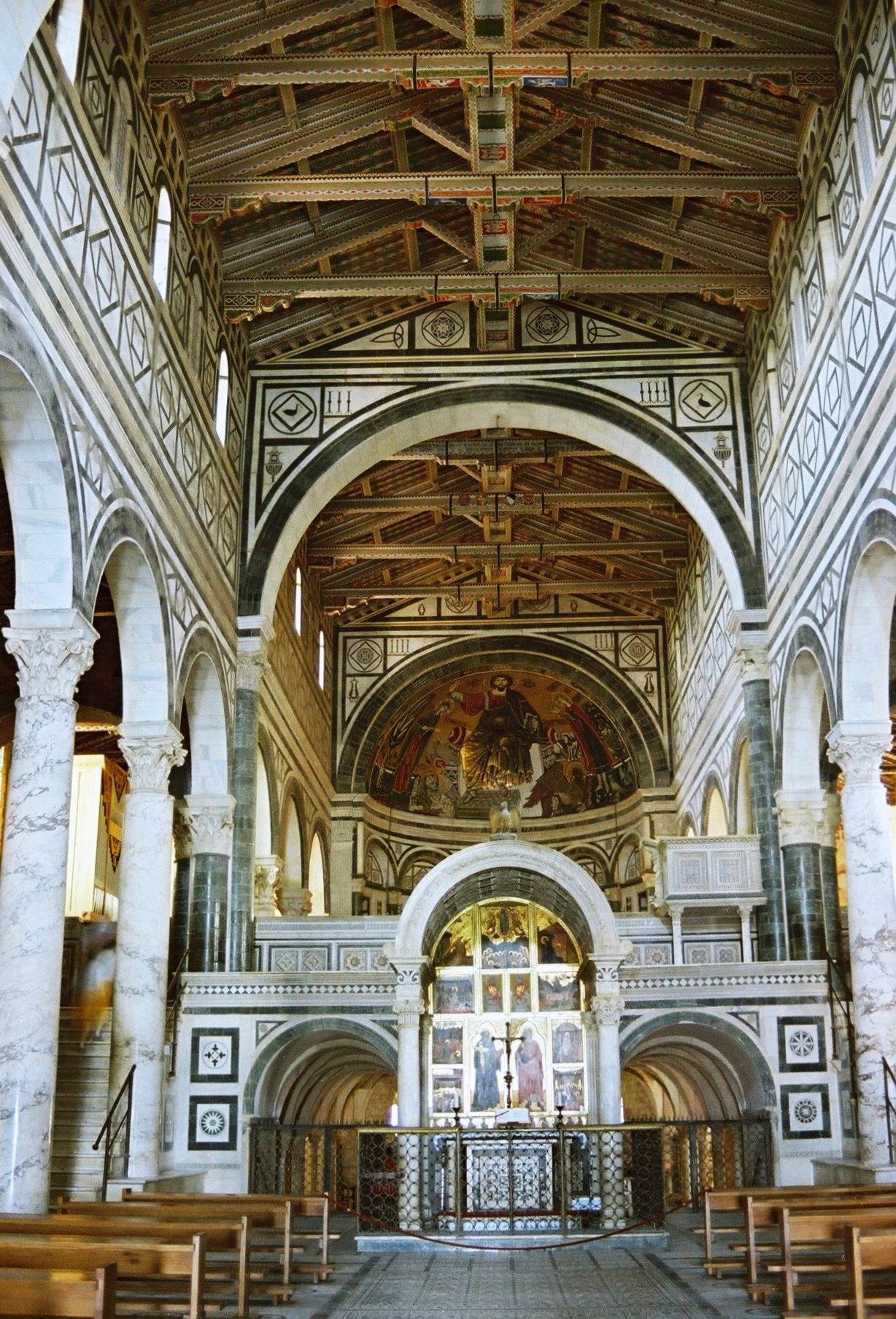
Wnętrze kościoła

Wewnątrz znajduje się renesansowa kaplica (Capella del Crocefisso) zbudowana przez Michelozza w 1448 roku. Ściany kościoła udekorowane są wielobarwnymi, marmurowymi inkrustacjami geometrycznymi. Z boku nawy północnej znajduje się inna kaplica - Capella del Cardinale del Portogallo - z kompozycją rzeźb Antonia Rossellina, Alessa Baldovinettiego i Luki della Robbia.
Pierwotny kościół, według tradycji, został zbudowany na zlecenie longobardzkiej królowej Teodolindy.